# Abricó-do-pará
O abricó da Amazônia (Mammea americana), também conhecido como abricoteiro, abricó-de-são-domingos e abricó-selvagem, é uma árvore da família Calophyllaceae ou da família Clusiaceae, natural da Amazônia, das Antilhas e do México. A árvore atinge os 18–21 metros de altura; seu tronco é curto e chega a 1,9-2,2 metros de diâmetro. A madeira é usada em construção interna. O fruto, que é uma baga muito maior que a do abricó comum, é usado em compotas, xaropes e refrescos.

## Descrição

### Árvore

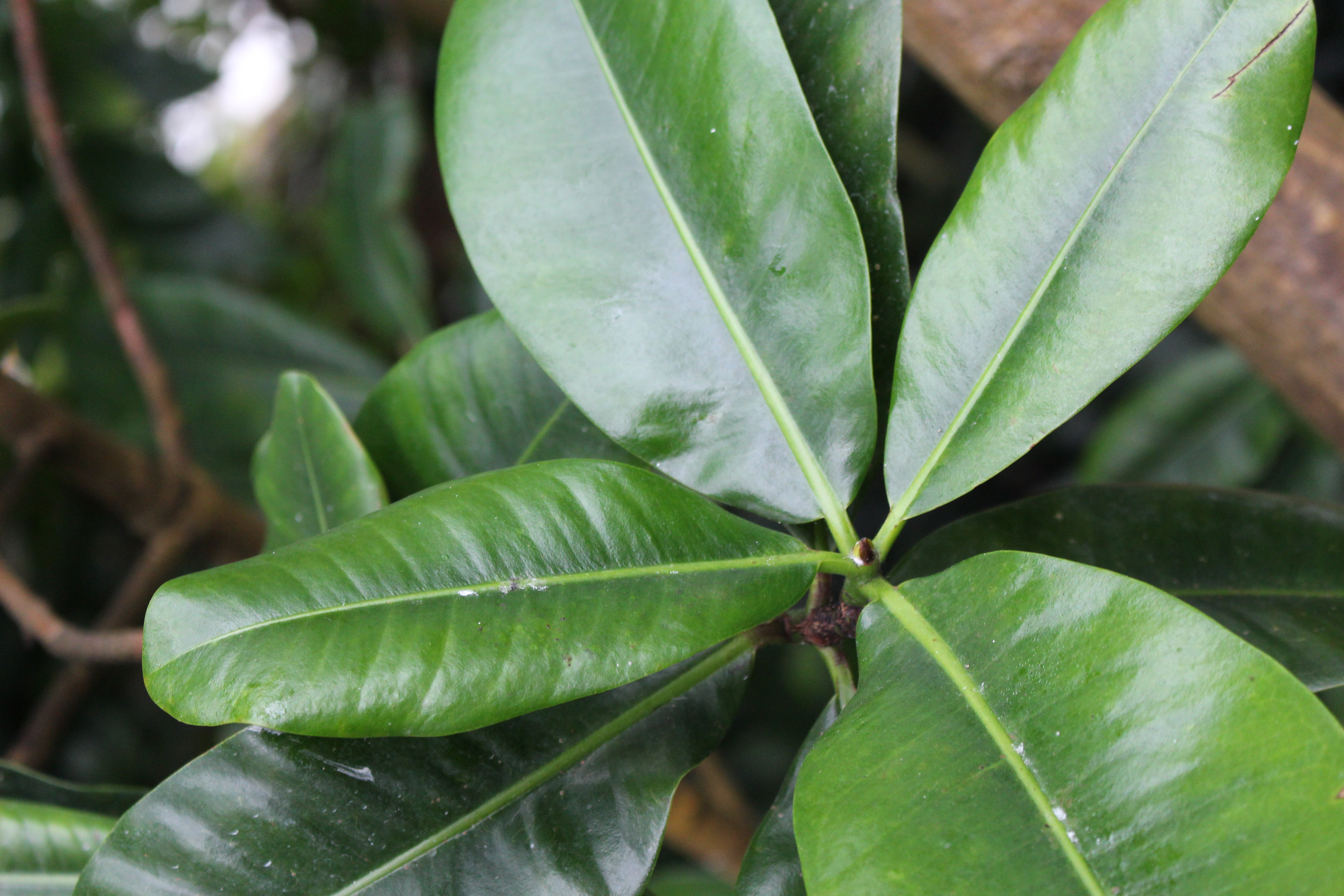
Folhas

A abricó-do-pará possui entre 18 a 21 metros de altura e é semelhante em aparência à magnólia-branca (Magnolia grandiflora). Seu tronco é curto e atinge 1,9 a 2,2 metros de diâmetro. Os ramos laterais são curtos. Possui densa folhagem, com cor verde-escura e brilhantes. As folhas podem chegar 14 centímetros de comprimento e são pecioladas.
A flor do abricó-do-pará é intensamente perfumada. É uma espécie androdióica: possui plantas apenas com flores masculinas e plantas com flores hermafroditas, as quais são produtivas. As hermafroditas possuem duas sépalas e quatro pétalas perfumadas e brancas. As masculinas são menores.

### Fruta

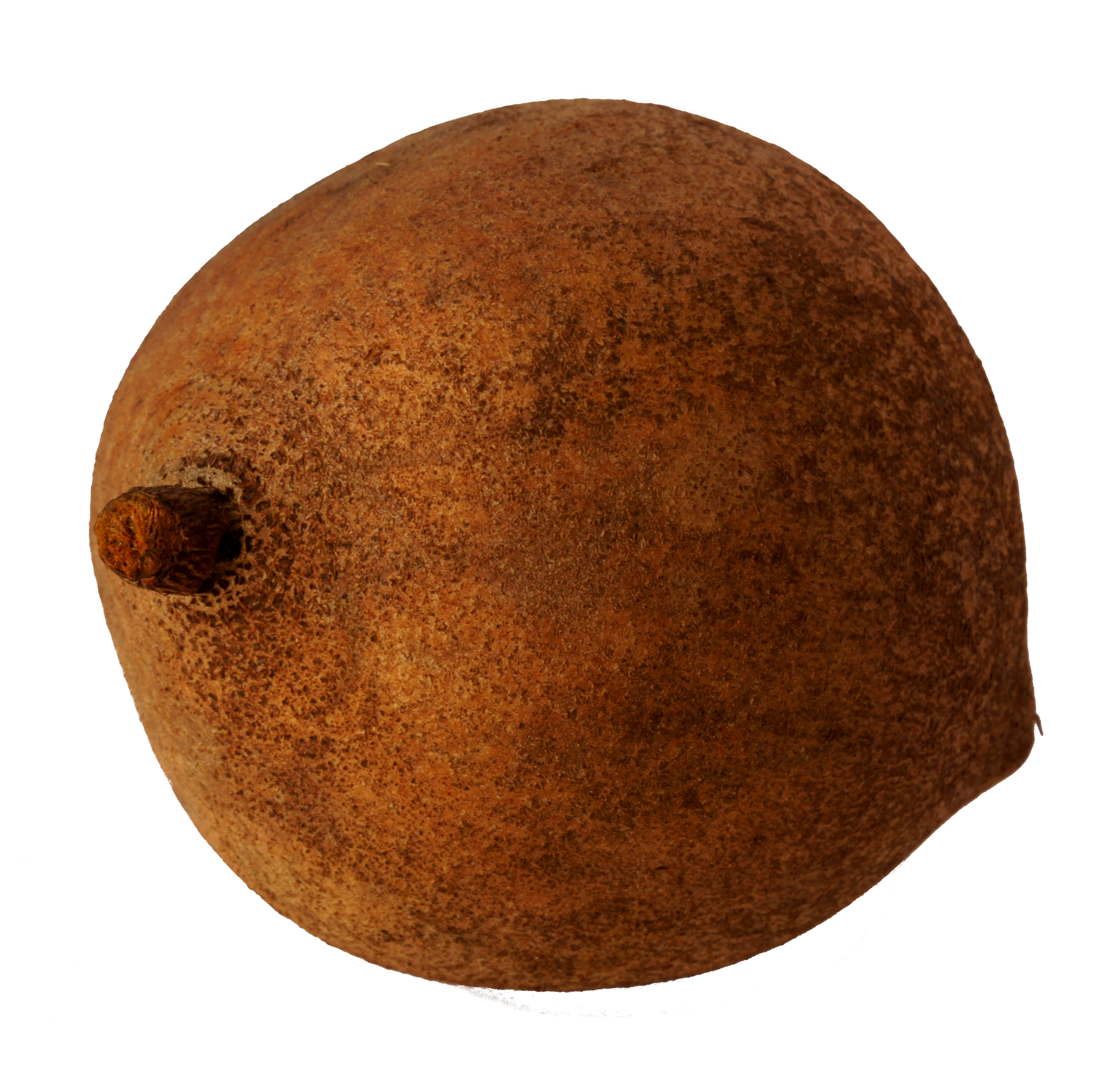
Um abricó-do-pará

A fruta do abricó-do-pará é grande, com uma polpa de coloração amarelo-alaranjada. Possui formato ovalado, com 15-20 cm de diâmetro, sendo recoberto por uma casca firme, a qual possui coloração marrom-clara.
O fruto é uma baga. O epicarpo e o mesocarpo representam 13,3% do peso do fruto. O endocarpo representa 70,7% e as sementes 16%.
Seu peso aproximado é de 1 kg, mas pode chegar a 2 kg. A casca é rugosa, coriáceoflexível. Ao ser cortado, o tronco libera um leite resinoso e amarelo.
A fruta é rica em fibras e betacaroteno, que atua como antioxidante.

### Propagação
A propagação pode ser feita por sementes. A germinação ocorre de 60 a 260 dias. O enxerto é o método preferido de propagação. As sementes germinam entre 12 a 18 dias. No Brasil, produz frutos de junho a dezembro.

## Distribuição e habitat
Nativa do Caribe, a árvore também é amplamente cultivada nos trópicos e na América Central. No Haiti, a fruta é conhecida como zabriko ou abricot. Em 1529, foi incluída por Oviedo em sua Revista dos Frutos do Novo Mundo.
Posteriormente, foi introduzida em várias regiões do Velho Mundo: África Ocidental, particularmente Serra Leoa, Zanzibar, Sudeste Asiático e Havaí. Nos Estados Unidos, a espécie é encontrada exclusivamente no Havaí e na Flórida . Neste último estado, as maçãs provavelmente foram introduzidas pelas Bahamas.
A abrangência está limitada a climas tropicais ou subtropicais. Na América Central, a espécie cresce até uma altitude de 1.000 m. Desenvolve-se melhor em solos ricos, profundos e bem drenados, mas é muito adaptável; também cresce em calcário e em antigos leitos rochosos de coral em Barbados.
A árvore é muito sensível a baixas temperaturas, mas parece notavelmente resistente a pragas e doenças.

## Nomes populares
O abricó-do-pará também é conhecido como abricoteiro, abricó-de-são-domingos, abricó-selvagem e abricó-de-macaco. Em língua espanhola, é chamado de "mamey" e "mamey dominicano". Em inglês, é denominado "mamey" e "mamme-apple" e em francês é intitulado de "abricot de Saint-Domingue" e "abricotier des Antilles".

## Usos

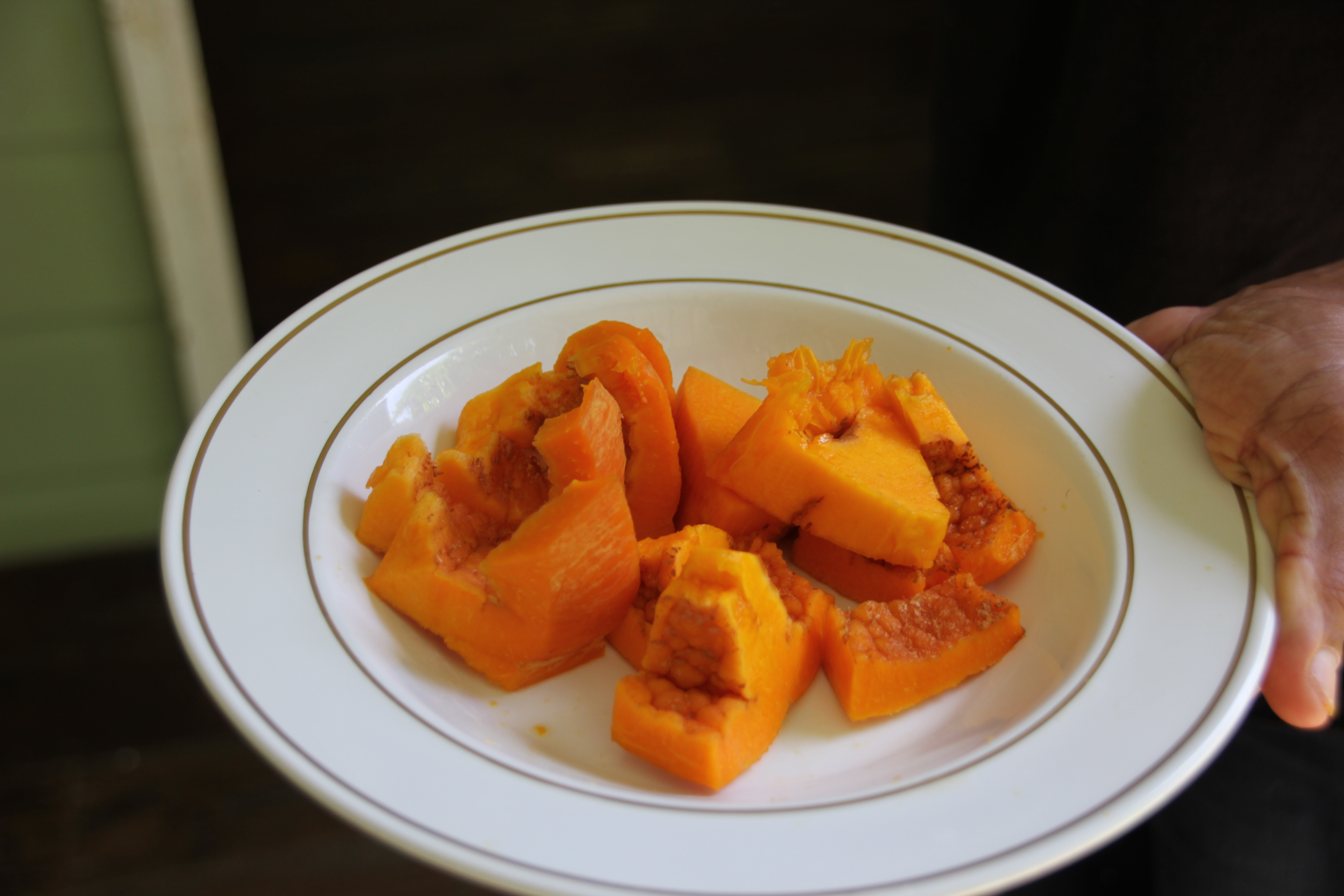
Abricó-do-pará

### Medicina tradicional
Como as sementes contam com propriedades inseticidas e parasiticidas, são utilizadas no controle de piolhos, carrapatos, pulgas e verminoses.
Serve ainda como tônico e contra a dor de estômago, apresentando resultados promissores para o tratamento de úlceras gástricas.

### Interesse culinário
Embora comestível, esta fruta tem recebido pouca atenção em todo o mundo.
O abricó-do-pará pode ser utilizado na produção de sobremesas, geléias, sucos, sorvete e vinhos.